# James Scott (Komponist)

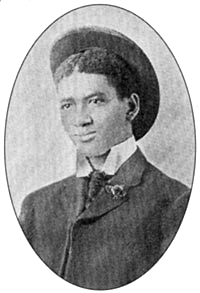
James Scott

James Sylvester Scott (* 12. Februar 1886 in Neosho, Missouri; † 30. August 1938 in Kansas City, Missouri) war ein US-amerikanischer Ragtime-Pianist und -Komponist.

## Leben und Wirken
Nachdem die Familie Scott im Jahre 1901 nach Carthage, Missouri, übergesiedelt war, begann James in einer Musikalienhandlung zu arbeiten. Schon bald erkannte der Ladenbesitzer Charles L. Dumars sein Talent und Scott begann, Klaviere vorzuführen. Da er hierbei auch eigene Kompositionen spielte, veranlasste die dadurch entstandene Nachfrage Dumars, erste Werke Scotts gedruckt herauszugeben. 1906 zog Scott nach St. Louis, wo er Scott Joplin kennenlernte, dieser vermittelte ihn an John Stark, seinen eigenen Herausgeber und bereits mit seinem ersten hier erschienenen Rag, dem „Frog Legs Rag“, hatte James Scott großen Erfolg. 1914 übersiedelte er nach Kansas City. Er heiratete, komponierte weiter erfolgreiche Rags, arbeitete als Klavierlehrer und leitete ein Kino-Orchester.
Das Aufkommen des Tonfilms und die Verdrängung des Ragtime durch den immer populärer werdenden Jazz beendeten in den beginnenden 1920er Jahren seine erfolgreiche Laufbahn. Auch der Tod seiner Frau in dieser Zeit mag dazu beigetragen haben. Seine letzte Veröffentlichung datiert aus dem Jahre 1922.
James Scott gehört neben Scott Joplin und Joseph Lamb zu den „Big Three“, den bedeutendsten Vertretern des klassischen auskomponierten Ragtime. Seine Werke sind pianistisch durchgehend anspruchsvoll und stehen auch musikalisch mit den Rags Joplins auf einer Stufe.
In den letzten Jahren seines Lebens beschäftigte sich Scott mit Unterrichten und Komponieren. Er leitete einer Band mit acht Mitgliedern, die für verschiedene Biergärten und Kinos in der Gegend spielte. Mit der Erfindung des Tonfilms gingen seine Einkünfte jedoch zurück. Er verlor seine Theaterarbeit. Darüber hinaus verstarb seine Frau kinderlos und sein Gesundheitszustand verschlechterte sich. Er zog mit seiner Cousine Ruth Callahan nach Kansas City, Kansas, und obwohl er an chronischer Wassersucht litt, komponierte und musizierte er weiterhin. Scott starb am 30. August 1938 im Alter von 52 Jahren im Douglas Hospital und wurde neben seiner Frau auf dem Westlawn Cemetery beigesetzt.

## Werke (Auswahl)
- Frog Legs Rag (1906)
- Grace and Beauty (1909)
- Hilarity Rag (1910)
- Ragtime Oriole (1911)
- Climax Rag (1914)
- Evergreen Rag (1915)
- Honey Moon Rag (1916)
- Prosperity Rag (1916)
- Victory Rag (1921)